# Memorial Van Damme 2022
Das 46. Memorial Van Damme war ein Leichtathletik-Meeting, welches am 2. September 2022 im König-Baudouin-Stadion in der belgischen Hauptstadt Brüssel stattfand und Teil der Diamond League war. Der Kugelstoßbewerb der Männer fand bereits am Vortag im Stadtzentrum statt.

## Ergebnisse

### Männer

#### 200 m
| Platz | Athlet             | Land | Zeit (s) |
| ----- | ------------------ | ---- | -------- |
| 1     | Erriyon Knighton   | USA  | 20,07    |
| 2     | Alexander Ogando   | DOM  | 20,18    |
| 3     | Aaron Brown        | CAN  | 20,22    |
| 4     | Jereem Richards    | TTO  | 20,27    |
| 5     | Reynier Mena       | CUB  | 20,38    |
| 6     | Joseph Fahnbulleh  | LBR  | 20,60    |
| 7     | Robin Vanderbemden | BEL  | 21,02    |
| 8     | Fausto Desalu      | ITA  | 21,09    |

Wind: −2,9 m/s

#### 800 m
| Platz | Athlet                      | Land | Zeit (min) |
| ----- | --------------------------- | ---- | ---------- |
| 1     | Jake Wightman               | GBR  | 1:43,65 PB |
| 2     | Djamel Sedjati              | ALG  | 1:44,12    |
| 3     | Emmanuel Korir              | KEN  | 1:44,12    |
| 4     | Eliott Crestan              | BEL  | 1:44,24 PB |
| 5     | Marco Arop                  | CAN  | 1:44,48    |
| 6     | Wycliffe Kinyamal           | KEN  | 1:44,49    |
| 7     | Mariano García              | ESP  | 1:44,86    |
| 8     | Ferguson Cheruiyot Rotich   | KEN  | 1:45,16 SB |
| 9     | Collins Kipruto (Pacemaker) | KEN  | 1:45,61    |
| 10    | Gabriel Tual                | FRA  | 1:45,64    |
| 11    | Benjamin Robert             | FRA  | 1:47,94    |
|       | Khaled Benmahdi (Pacemaker) | ALG  | DNF        |

#### 5000 m
| Platz                         | Athlet                     | Land | Zeit (min)     |
| ----------------------------- | -------------------------- | ---- | -------------- |
| 1                             | Jacob Krop                 | KEN  | 12:45,71 WL PB |
| 2                             | Grant Fisher               | USA  | 12:46,96 AR    |
| 3                             | Nicholas Kimeli            | KEN  | 12:50,97       |
| 4                             | Dominic Lobalu             | ART  | 12:52,15 NR    |
| 5                             | Daniel Ebenyo              | KEN  | 12:54,90 PB    |
| 6                             | Stewart McSweyn            | AUS  | 12:56,50 PB    |
| 7                             | Oscar Chelimo              | UGA  | 13:00,42 PB    |
| 8                             | Andreas Almgren            | SWE  | 13:01,170 NR   |
| 9                             | Luis Grijalva              | GUA  | 13:02,94 NR    |
| 10                            | Cornelius Kemboi           | KEN  | 13:03,49 PB    |
| 11                            | Thierry Ndikumwenayo       | BDI  | 13:10,71       |
| 12                            | William Kincaid            | USA  | 13:13,90       |
| 13                            | Joe Klecker                | USA  | 13:15,17       |
| 14                            | Stanley Mburu              | KEN  | 13:23,43       |
| 15                            | Robin Hendrix              | BEL  | 13:32,68       |
|                               | Mounir Akbache (Pacemaker) | FRA  | DNF            |
| Yomif Kejelcha                | ETH                        | DNF  |                |
| Emmanuel Kiprop (Pacemaker)   | KEN                        | DNF  |                |
| Wilberforce Kones (Pacemaker) | KEN                        | DNF  |                |

#### 400 m Hürden
| Platz | Athlet            | Land | Zeit (s) |
| ----- | ----------------- | ---- | -------- |
| 1     | Alison dos Santos | BRA  | 47,54    |
| 2     | Khallifah Rosser  | USA  | 47,88    |
| 3     | Wilfried Happio   | FRA  | 48,61    |
| 4     | Julien Watrin     | BEL  | 48,66 NR |
| 5     | Constantin Preis  | GER  | 48,83 SB |
| 6     | Yasmani Copello   | TUR  | 48,83    |
| 7     | İsmail Nezir      | TUR  | 49,92    |
|       | Cj Allen          | USA  | DSQ      |

#### Stabhochsprung
| Platz                 | Athlet             | Land | Höhe (m) |
| --------------------- | ------------------ | ---- | -------- |
| 1                     | Ernest John Obiena | PHI  | 5,91     |
| 2                     | Armand Duplantis   | SWE  | 5,81     |
| 3                     | Christopher Nilsen | USA  | 5,71     |
| 4                     | Rutger Koppelaar   | NED  | 5,71     |
| 5                     | Thiago Braz        | BRA  | 5,71     |
| 6                     | Renaud Lavillenie  | FRA  | 5,61     |
| 7                     | Oleg Zernikel      | GER  | 5,61     |
| 8                     | Sondre Guttormsen  | NOR  | 5,41     |
|                       | Ben Broeders       | BEL  | NMH      |
| Pål Haugen Lillefosse | NOR                | NMH  |          |

#### Dreisprung
| Platz | Athlet               | Land | Weite (m) |
| ----- | -------------------- | ---- | --------- |
| 1     | Lázaro Martínez      | CUB  | 17,49     |
| 2     | Hugues Fabrice Zango | BFA  | 17,40     |
| 3     | Almir dos Santos     | BRA  | 16,81     |
| 4     | Christian Taylor     | USA  | 16,72 SB  |
| 5     | Donald Scott         | USA  | 16,56     |
| 6     | Jean-Marc Pontvianne | FRA  | 16,51     |
| 7     | Zhu Yaming           | CHN  | 16,39     |
| 8     | Tobia Bocchi         | ITA  | 16,30     |

#### Kugelstoßen
| Platz | Athlet           | Land | Weite (m) |
| ----- | ---------------- | ---- | --------- |
| 1     | Joe Kovacs       | USA  | 22,61 MR  |
| 2     | Tomas Walsh      | NZL  | 21,60     |
| 3     | Jacko Gill       | NZL  | 21,32     |
| 4     | Filip Mihaljević | CRO  | 21,13     |
| 5     | Nick Ponzio      | ITA  | 21,06     |
| 6     | Adrian Piperi    | USA  | 20,88     |
| 7     | Armin Sinančević | SRB  | 20,84     |
| 8     | Josh Awotunde    | USA  | 20,69     |

### Frauen

#### 100 m
| Platz | Athletin                | Land | Zeit (s) |
| ----- | ----------------------- | ---- | -------- |
| 1     | Shericka Jackson        | JAM  | 10,73    |
| 2     | Shelly-Ann Fraser-Pryce | JAM  | 10,74    |
| 3     | Marie-Josée Ta Lou      | CIV  | 10,78    |
| 4     | Aleia Hobbs             | USA  | 10,91    |
| 5     | Sha’Carri Richardson    | USA  | 10,93    |
| 6     | Tamara Clark            | USA  | 11,03    |
| 7     | Aminatou Seyni          | NIG  | 11,15    |
| 8     | Delphine Nkansa         | BEL  | 11,29    |

Wind: +0,6 m/s

#### 400 m
| Platz | Athletin                | Land | Zeit (s) |
| ----- | ----------------------- | ---- | -------- |
| 1     | Fiordaliza Cofil        | DOM  | 49,80 PB |
| 2     | Sada Williams           | BAR  | 50,15    |
| 3     | Cynthia Bolingo Mbongo  | BEL  | 50,19 NR |
| 4     | Mary Moraa              | KEN  | 50,67 NR |
| 5     | Candice McLeod          | JAM  | 50,76    |
| 6     | Lieke Klaver            | NED  | 50,87    |
| 7     | Anna Kiełbasińska       | POL  | 51,63    |
| 8     | Stephenie Ann McPherson | JAM  | 51,73    |

#### 1500 m
| Platz                       | Athletin                      | Land | Zeit (min) |
| --------------------------- | ----------------------------- | ---- | ---------- |
| 1                           | Ciara Mageean                 | IRL  | 3:56,63 NR |
| 2                           | Laura Muir                    | GBR  | 3:56,86    |
| 3                           | Freweyni Hailu                | ETH  | 3:56,94 SB |
| 4                           | Diribe Welteji                | ETH  | 3:57,82    |
| 5                           | Heather MacLean               | USA  | 3:58,76 PB |
| 6                           | Elise Cranny                  | USA  | 3:59,61    |
| 7                           | Winnie Nanyondo               | UGA  | 3:59,91    |
| 8                           | Georgia Griffith              | AUS  | 4:02,96    |
| 9                           | Ayal Dagnachew                | ETH  | 4:03,13    |
| 10                          | Cory McGee                    | USA  | 4:04,33    |
| 11                          | Elise Vanderelst              | BEL  | 4:04,43 SB |
| 12                          | Jessica Hull                  | AUS  | 4:07,20    |
| 13                          | Marta Pérez                   | ESP  | 4:09,22    |
| 14                          | Sinclaire Johnson             | USA  | 4:10,29    |
| 15                          | Axumawit Embaye               | ETH  | 4:14,96    |
|                             | Claudia Bobocea (Pacemakerin) | ROU  | DNF        |
| Gaia Sabbatini              | ITA                           | DNF  |            |
| Noélie Yarigo (Pacemakerin) | BEN                           | DNF  |            |

#### 100 m Hürden
| Platz | Athletin              | Land | Zeit (s)    |
| ----- | --------------------- | ---- | ----------- |
| 1     | Jasmine Camacho-Quinn | PUR  | 12,27 MR SB |
| 2     | Tia Jones             | USA  | 12,38 PB    |
| 3     | Kendra Harrison       | USA  | 12,40       |
| 4     | Britany Anderson      | JAM  | 12,44       |
| 5     | Megan Tapper          | JAM  | 12,51 PB    |
| 6     | Devynne Charlton      | BAH  | 12,66       |
| 7     | Pia Skrzyszowska      | POL  | 12,81       |
| 8     | Nadine Visser         | NED  | 12,88       |

Wind: +0,1 m/s

#### 3000 m Hindernis
| Platz                           | Athletin                | Land | Zeit (min) |
| ------------------------------- | ----------------------- | ---- | ---------- |
| 1                               | Jackline Chepkoech      | KEN  | 9:02,43 PB |
| 2                               | Werkuha Getachew        | ETH  | 9:03,44    |
| 3                               | Winfred Mutile Yavi     | BHR  | 9:08,03    |
| 4                               | Faith Cherotich         | KEN  | 9:09,63 PB |
| 5                               | Zerfe Wondemagegn       | ETH  | 9:10,66    |
| 6                               | Sembo Almayew           | ETH  | 9:14,31    |
| 7                               | Luiza Gega              | ALB  | 9:14,41    |
| 8                               | Emma Coburn             | USA  | 4:14,43    |
| 9                               | Daisy Jepkemei          | KAZ  | 9:20,69    |
| 10                              | Courtney Frerichs       | USA  | 9:20,93    |
| 11                              | Beatrice Chepkoech      | KEN  | 9:24,73 SB |
| 12                              | Natalija Strebkowa      | UKR  | 9:28,76    |
| 13                              | Irene Sánchez-Escribano | ESP  | 9:31,33    |
|                                 | Lea Meyer               | GER  | DNF        |
| Virginia Nyambura (Pacemakerin) | KEN                     | DNF  |            |

#### Hochsprung
| Platz | Athletin              | Land | Weite (m)       |
| ----- | --------------------- | ---- | --------------- |
| 1     | Jaroslawa Mahutschich | UKR  | 2,05 WL =MR =NR |
| 2     | Eleanor Patterson     | AUS  | 1,94            |
| 3     | Nicola Olyslagers     | AUS  | 1,91            |
| 4     | Safina Saʼdullayeva   | UZB  | 1,91            |
| 5     | Marija Vuković        | MNE  | 1,91            |
| 6     | Iryna Heraschtschenko | UKR  | 1,91            |
| 7     | Elena Vallortigara    | ITA  | 1,88            |
| 8     | Julija Lewtschenko    | UKR  | 1,88            |

#### Speerwurf
| Platz | Athletin          | Land | Weite (m)      |
| ----- | ----------------- | ---- | -------------- |
| 1     | Kara Winger       | USA  | 68,11 WL MR NR |
| 2     | Haruka Kitaguchi  | JPN  | 63,45          |
| 3     | Adriana Vilagoš   | SRB  | 63,00          |
| 4     | Kelsey-Lee Barber | AUS  | 61,07          |
| 5     | Elizabeth Gleadle | CAN  | 60,01          |
| 6     | Elina Tzengko     | GRC  | 59,98          |
| 7     | Liveta Jasiūnaitė | LTU  | 59,80          |
| 8     | Barbora Špotáková | CZE  | 58,01          |
| 9     | Līna Mūze         | LAT  | 57,46          |